# Guardiagrele

Guardiagrele es una población de 9.662 habitanti (2004) en la provincia de Chieti. Está situada sobre una colina a 576 metros sobre el nivel del mar, a los pies de la Majella, en el interior de la zona llamada el Chietino: forma parte de la Comunità Montana della Maielletta.
El Ayuntamiento es sede del Parque Nacional de la Majella.

## Historia
Un primer asentamento, de época prerromana, se hallaba a los pies de la colina en donde está situada hoy la población. Esa población, llamada Ælion, fue abandonada gradualmente en el curso de los siglos a favor de una situación más salubre, pero sobre todo más segura, sobre la colina vecina. El nome Guardiagrele deriva del latín Guardia Graelis, en donde Grele es la evolución del nombre del pueblo (de Ælion, luego Grælion, por último Grælis). A este respecto la contribución de los Longobardos fue importante, a los que se debe la construcción de parte de la fortificación que rodeaba el pueblo y de la que permanece el llamado Torreón, una torre en posición estratégica, en el punto más alto de la población.

## Evolución demográfica

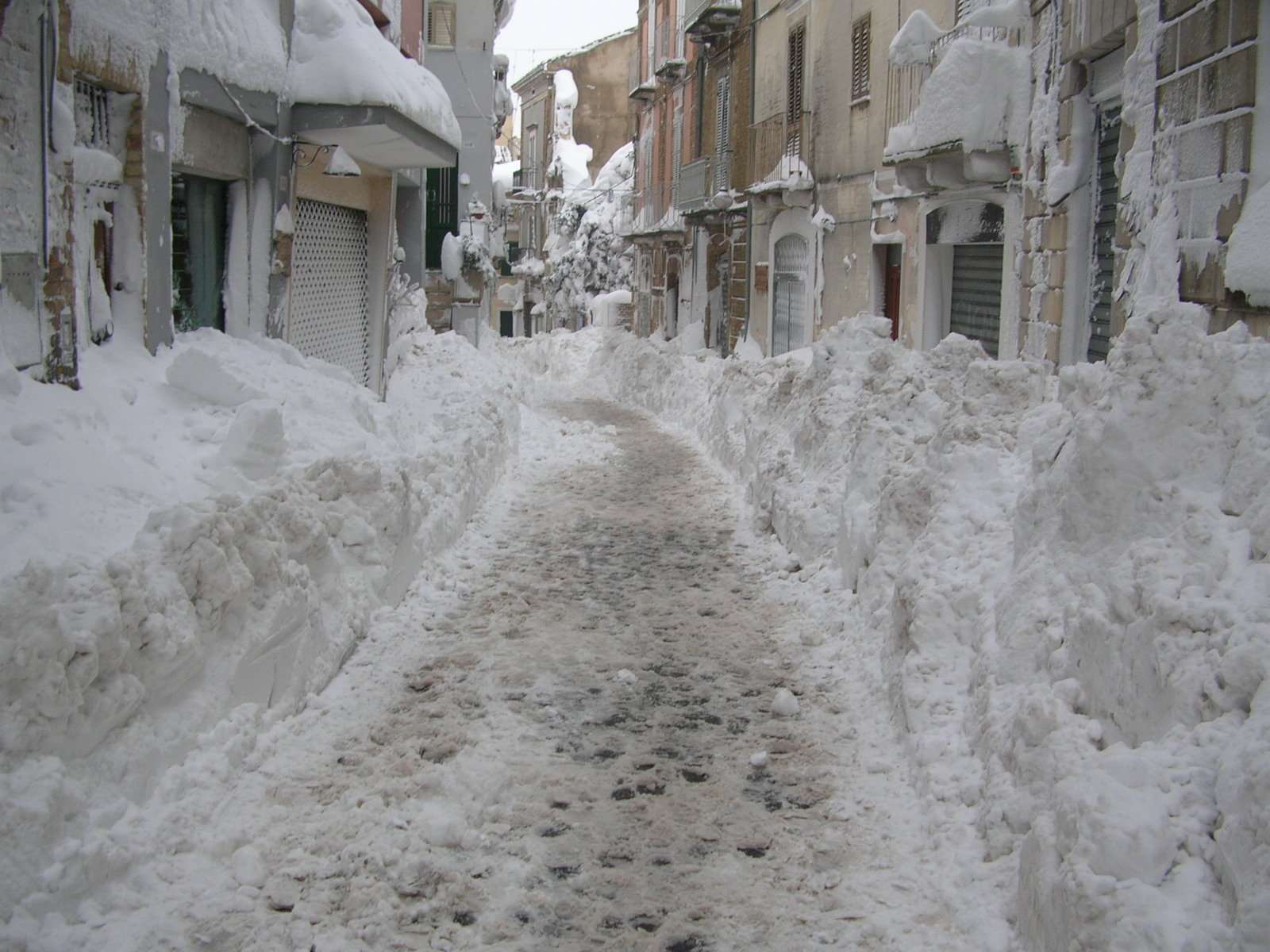
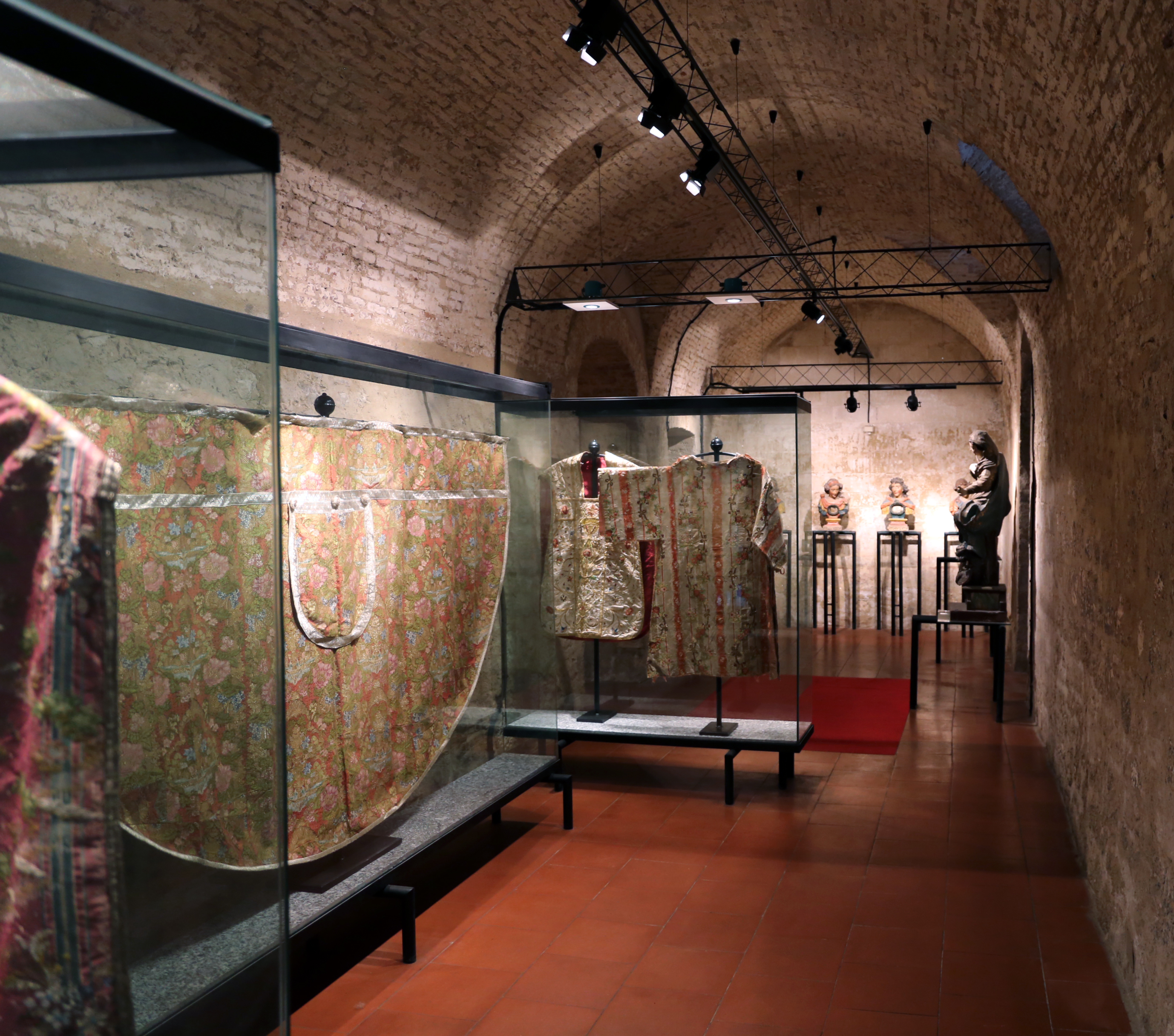
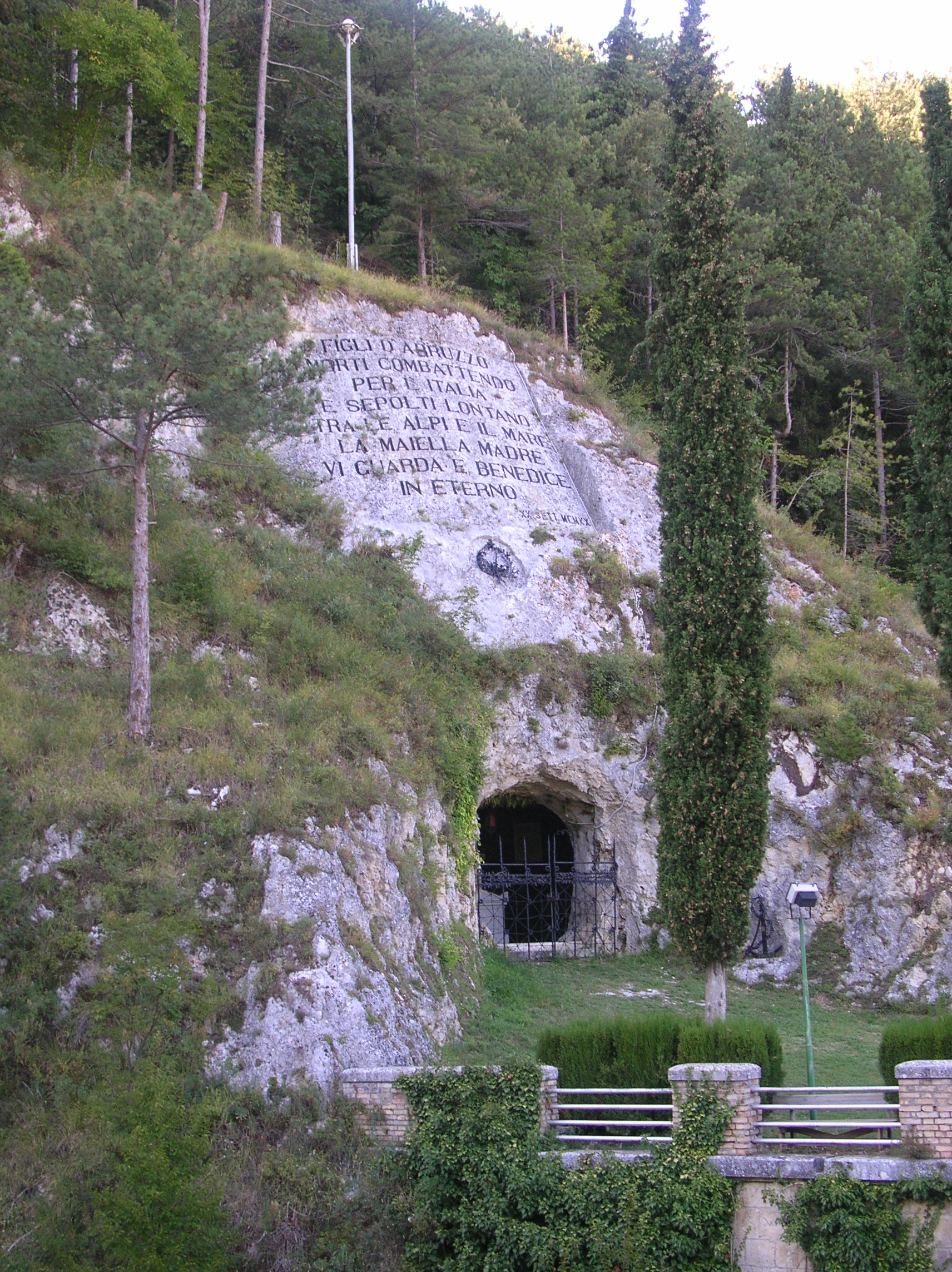
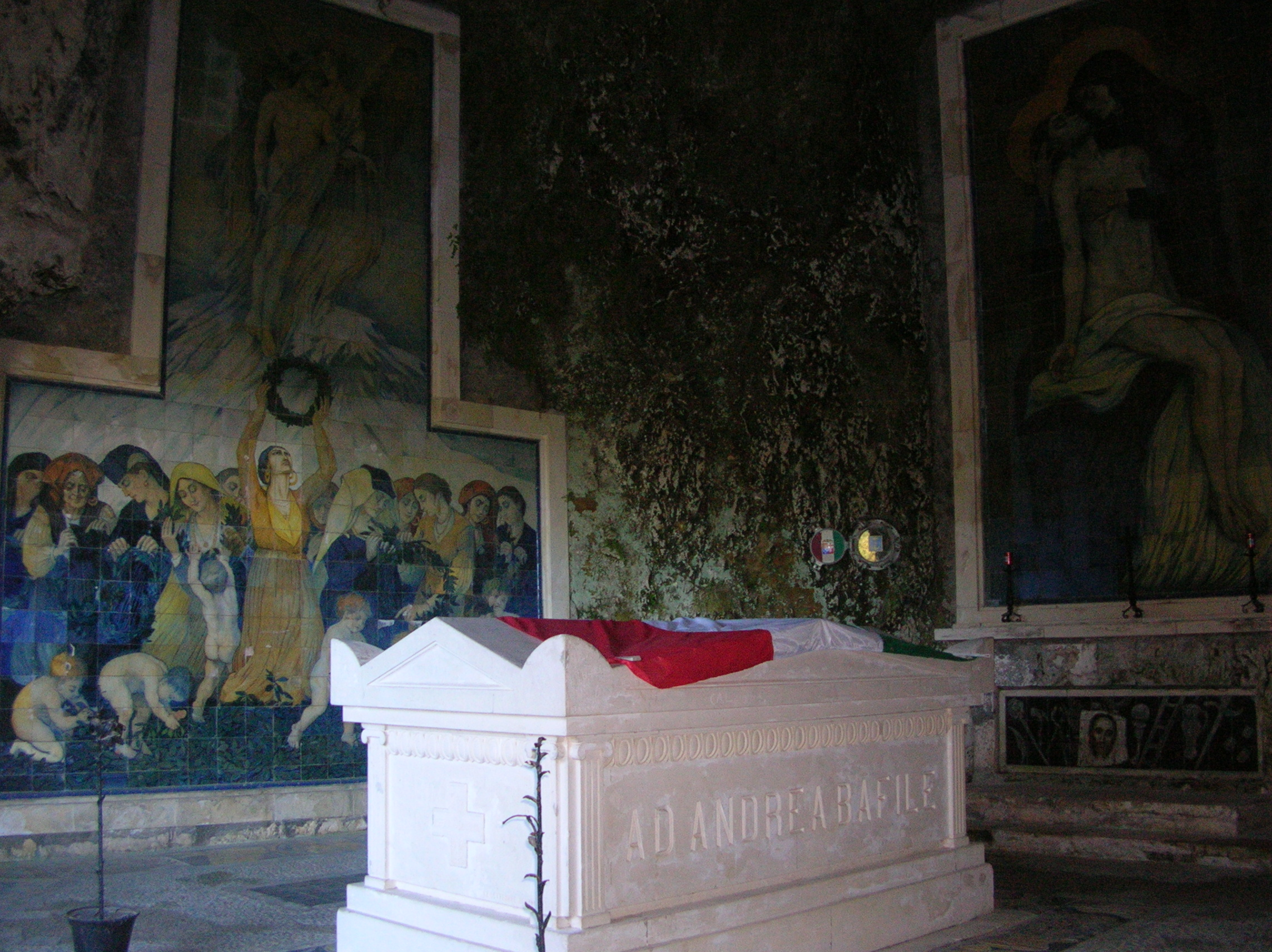

| Gráfica de evolución demográfica de Guardiagrele entre 1861 y 2001 |
|                                                                    |
| Fuente ISTAT - elaboración gráfica de Wikipedia                    |